# 吕调阳墓
吕调阳墓为吕调阳及其夫人埋葬处，位于中国广西壮族自治区叠彩区大河乡蒋家岭。
该墓前有石制仪仗，残存封土高2.2米，直径7米，为单拱双券砖室墓。墓顶封以青砖，外面再封以大青石，大青石前立有墓志。右方为吕调阳之妻张氏墓室，亦用大青石封门，墓志侧立于右上角。该墓曾被盗，1975年进行过发掘，发现右室残存金耳环一对，金牌十块，镀金垫背钱一枚，玉钱一个，青花梅瓶1对，吕调阳及其妻墓志各一方。墓志现藏于桂海碑林石刻陈列馆，墓前石藏于桂林市博物馆。